# Неа-Іонія
Неа-Іонія (грец. Νέα Ιωνία) — північне передмістя Афін, із якими муніципалітет поєднує станція Афінського метрополітену «Неа-Іонія».

## Сучасна історія
Назва муніципалітету буквально перекладається як Нова Іонія, і він дійсно названий на честь Іонії, область в Анатолії, з якої тисячі греків переселились впродовж 1920-х років після обміну населенням між Грецією і Туреччиною.
На сучасному етапі кордон між Неа-Іонія та Афінами вельми непевний, передмістя вже майже зрослося із афінським районом Патісія. Власне її головна вулиця поєднує Патісію та Кіфісію. На південь прокладено ділянку Аттікі-Одос, на заході — проспекту Кіфісіас, на сході — проспект Марафонас.

## Населення
| Рік  | Населення | Зміна          | Густота      |
| ---- | --------- | -------------- | ------------ |
| 1981 | 59.202    | —              | 13.391/km²   |
| 1991 | 60.635    | +1.433 /+2.4 % | 13.715.2/km² |
| 2001 | 69.508    | +8.873/+14.6 % | 15.722,2/km² |

## Персоналії
- Марія Фарантурі (1947 —  ) — грецька співачка.
- Стеліос Казантзідіс (1931—2001) — грецький співак.
- Нікос Ксантопулос (1934 —  ) — грецький актор.
- Пантеліс Пантелідіс (1983—2016) — грецький співак, автор пісень, композитор.
- Яннула «Іоанна» Кафеці (грец. Γιαννούλα «Ιωάννα» Καφετζή; нар. 1976) — грецька легкоатлетка, що спеціалізується на спринті та стрибках у довжину.